# Apeadero de Retaxo
El Apeadero de Retaxo es una plataforma de la Línea de la Beira Baixa que sirve a la localidad de Retaxo, en el Distrito de Castelo Branco, en Portugal.

## Historia
Esta plataforma se encuentra entre las Estaciones de Abrantes y Covilhã de la Línea de la Beira Baixa, habiéndose inaugurado este tramo a la circulación el 6 de septiembre de 1891.